# 最偉大的法國人
《最偉大的法國人》（法語：Le Plus Grand Français de tous les temps）是法國第二頻道于2005年早期播出評選類節目，節目靈感來源於英國廣播公司（BBC）的節目《最偉大的100名英國人》，其目的是根據該時代的法國人的普遍觀點評選出100位有史以來最偉大的法國人。
部分歷史學家批評節目大多關注現代法國人物，以致為法國做出傑出貢獻的關鍵人物多被忽視，如腓力二世、路易九世、腓力四世、聖女貞德、亨利四世、蒂雷納子爵、拿破仑一世等人。

## 節目過程
- 排名中第11名至第100名的名單是由BVA調查機構于2004年公佈的，是該由公司下屬的1038名調查員通過超過15年的調查而獲得。
- 節目的第一部份于2005年3月14日播出，而後在接下來的幾天當中陸續播放了前十名候選人的相關記錄片。
- 節目的第二部份與2005年4月4日播出并確定了最終排名。
- 投票通過電話，手機短信和互聯網進行。

## 負面評價
該節目的特邀嘉賓，歷史學家莫里斯·德魯昂指出 「有些觀眾會分不清什麽名人擁有真正的價值，什麽名人只是徒有聲望，並且時代的差異也會對票選結果產生影響。拿破崙·波拿巴就是一個很好的例子，他的實際貢獻絕對會比某些人所認為的更偉大。該節目中著名作曲家德彪西和拉威爾並沒有入選，但是其結果中有很多人的榮譽註定是短暫的，一些選民更注重於該時代的明星的光環，卻忽視了投票時應更注重的東西：該偉人對歷史的影響」。

## 前十名
| 排名 | 圖片 | 姓名             | 貢獻                       |
| ---- | ---- | ---------------- | -------------------------- |
| 1    |      | 夏爾·戴高樂      | 政治領袖，法國總統，政治家 |
| 2    |      | 路易·巴斯德      | 科學家                     |
| 3    |      | 皮埃爾神父       | 神父，慈善家               |
| 4    |      | 瑪麗·居禮        | 科學家                     |
| 5    |      | 米歇爾·科魯什    | 喜劇演員，慈善家           |
| 6    |      | 維克多·雨果      | 作家，劇作家，詩人         |
| 7    |      | 布爾維爾         | 喜劇演員                   |
| 8    |      | 莫里哀           | 劇作家                     |
| 9    |      | 雅克-伊夫·库斯托 | 海洋學家                   |
| 10   |      | 艾迪特·皮雅芙    | 歌手                       |

## 前一百名名單
- 第11名. 馬瑟·巴紐：劇作家，小說家，電影導演
- 第12名. 喬治·布拉桑：歌手，作曲家
- 第13名. 費南代爾：喜劇演員
- 第14名. 让·德·拉封丹:詩人
- 第15名. 儒勒·凡爾納：科幻小說家
- 第16名. 拿破崙·波拿巴:法國皇帝，政治家，軍事家
- 第17名. 路易·德菲内斯:喜劇大師
- 第18名. 讓·迦本：演員，戰鬥英雄
- 第19名. 丹尼爾·巴拉瓦納：歌手，作曲家
- 第20名. 塞吉·甘斯柏：歌手，作曲家

## 類似活動
- 德國ZDF電視台舉辦了名為“「最伟大的德国人」（Unsere Besten）的票選。
- 英國廣播公司於2002年舉辦了「最伟大的100名英国人」（100 Greatest Britons）票選。
- 荷蘭KRO電台舉辦了「最伟大的荷兰人」（De Grootste Nederlander）票選。
- 加拿大廣播公司於2004年4月舉辦了「最偉大的加拿大人」（The Greatest Canadian）票選
- 南非廣播公司舉辦了「最偉大的南非人」（SABC3's Great South Africans）票選。
- 芬蘭YLE電視台舉辦了 「偉大的芬蘭人」（Great Finns）.[2]
- 美國在線電視台舉辦了「最偉大的美國人」（The Greatest American）票選。
- 比利時電視臺曾舉辦「最偉大的比利時人」（De Grootste Belg） 票選.
- 捷克在2005年6月播出「最偉大的捷克人」（Největší Čech）。
- 「100位威爾士英雄」 的票選結果產生於2003年4月的在線投票。
- 保加利亞的「偉大的保加利亞人」 （Великите българи）在2007年2月結束活動。
- 在西班牙，Antena 3於2007年5月22日選出現任國王胡安·卡洛斯一世為「歷史上最重要的西班牙人」（El Español De La Historia）第一名。
- 2005年，新西蘭Prime TV播出了「新西蘭100大創造歷史者」（New Zealand's Top 100 History Makers）
- 希臘Skai TV於2009年1月播出「偉大的希臘人」 節目（Megaloi Ellines, Great Greeks）

## 資料來源
1. ↑  . Tempsreel.nouvelobs.com.   [2011-11-05].
2. ↑    1. .   [2012年2月5日]. （原始内容存档于2016年12月8日） （芬兰语）.